# بنینگتون (نیوهمپشایر)
بنینگتون (به انگلیسی: Bennington) شهری در ایالت نیوهمپشایر کشور ایالات متحده آمریکا است که جمعیت آن در سرشماری سال ۲۰۱۰ میلادی، ۳۸۱ نفر بوده‌است.